# Touquin
Touquin ist eine französische Gemeinde mit 1.228 Einwohnern (Stand: 1. Januar 2022) im Département Seine-et-Marne in der Region Île-de-France. Sie gehört zum Arrondissement Meaux und zum Kanton Coulommiers (bis 2015: Kanton Rozay-en-Brie).
Die Einwohner werden Touquinois genannt.

## Geographie
Touquin liegt etwa 51 Kilometer ostsüdöstlich von Paris am Fluss Yerres. Umgeben wird Touquin von den Nachbargemeinden Faremoutiers im Norden und Nordwesten, Beautheil-Saints im Norden und Osten, Vaudoy-en-Brie im Südosten, Le Plessis-Feu-Aussoux im Süden, Voinsles im Süden und Südwesten, Lumigny-Nesles-Ormeaux im Westen sowie Pézarches im Nordwesten.

## Bevölkerungsentwicklung
| Jahr                      | 1962 | 1968 | 1975 | 1982 | 1990 | 1999 | 2006 | 2013 |
| Einwohner                 | 500  | 505  | 592  | 779  | 872  | 950  | 1104 | 1165 |
| Quelle: Cassini und INSEE |      |      |      |      |      |      |      |      |

## Sehenswürdigkeiten

Kirche Saint-Étienne

- Kirche Saint-Étienne